# 457 ق م
457 ق م أو 457 قبل الميلاد هي سنة من العقد 45 ق م في التقويم اليولياني البروليبتي (التقويم الميلادي). تسبقها سنة 458 ق م وتليها سنة 456 ق م.

## أحداث
- تسبب «ليكداميس الثاني» (Lygdamis II) طاغية هاليكارناسوس في أن يترك هيرودوت مدينة هاليكارناسوس التي كانت مسقط رأسه، والذي هو ربما أشهر مواطني مدينة هاليكارناسوس المعروفين (حوالي عام 457 قبل الميلاد).

## كتب
- Yves Denis Papin (1998). Chronologie de l'histoire ancienne. Lieu de publication non identifié: Éditions Jean-paul Gisserot. ISBN:2-87747-346-5. OCLC:40746926. مؤرشف من الأصل في 2022-03-16.
- أحمد محمد عوف (2000)، موسوعة حضارة العالم، QID:Q12246226

## وصلات خارجية
- صفحة السنة على موقع onthisday.com
- سنة 457 ق م على موقع المكتبة الوطنية الفرنسية